# Museum of Contemporary Art Toronto Canada

Gebäude des MOCCA bis 2015

Das Museum of Contemporary Art Toronto Canada (MOCA), bis 2016 Museum of Contemporary Canadian Art (MOCCA), ist ein Museum und eine Galerie für zeitgenössische Kunst in Toronto, Kanada. Es wurde 1999 gegründet aus der ehemaligen Art Gallery of North York. Im Jahr 2005 wechselte das Museum seinen Standort in den West Queen West Art + Design District im Stadtzentrum. Von Mitte 2015 bis Ende 2016 zieht es in Etappen ins Tower Automotive Building an der Sterling Road im Stadtviertel Junction Triangle, wo sich die Ausstellungsfläche mehr als verdoppelt auf künftig gut 2300 Quadratmeter.
Das Museum of Contemporary Art Toronto Canada beherbergt (Stand: 2009) in seiner Dauerausstellung rund 400 Werke von etwa 150 Künstlern, darunter Stephen Andrews, Barbara Astman, Carl Beam, Claude Breeze, Roland Brener, Edward Burtynsky, Jack Bush, Geneviève Cadieux, Chris Cran, Christos Dikeakos, Yuri Dojc, Joseph Drapell, Evergon, Yves Gaucher, Betty Goodwin, Gershon Iskowitz, Roy Kiyooka, Arnaud Maggs, Barbara McGivern, Roland Poulin, Tony Urquhart, Ian Wallace und Ed Zelenak. Es führte bisher fast 100 Ausstellungen sowie Projekte durch, darunter auch Gruppenausstellungen ausländischer Künstler. Seit 2001 veranstaltet das MOCCA auch Schauen im Ausland, bisher unter anderem in den Vereinigten Staaten, der Volksrepublik China, Taiwan, Frankreich, Deutschland, Italien und Spanien.
Das MOCA ist Mitglied der Canadian Museums Association, der Ontario Museum Association und der Ontario Association of Art Galleries. Kooperationen bestehen z. B. mit dem Contact Photography Festival und der National Gallery of Canada. Museumsleiterin ist Chantal Pontbriand.